# Shanghai Open 2000 - Qualificazioni doppio
Le qualificazioni del doppio  dello  Shanghai Open 2000 sono state un torneo di tennis preliminare per accedere alla fase finale della manifestazione. I vincitori dell'ultimo turno sono entrati di diritto nel tabellone principale. In caso di ritiro di uno o più giocatori aventi diritto a questi sono subentrati i lucky loser, ossia i giocatori che hanno perso nell'ultimo turno ma che avevano una classifica più alta rispetto agli altri partecipanti che avevano comunque perso nel turno finale.
Le qualificazioni del doppio del torneo Shanghai Open 2000 prevedevano 4 coppie partecipanti di cui una è entrata nel tabellone principale.

## Teste di serie
1. George Bastl /  Giorgio Galimberti (Qualificati)

1. Christophe Rochus /  Olivier Rochus (ultimo turno)

## Qualificati
1. George Bastl  /   Giorgio Galimberti

## Tabellone

### Legenda
| - Q = Qualificato - WC = Wild card - LL = Lucky loser | - ALT = Alternate - SE = Special Exempt - PR = Protected Ranking | - w/o = Walkover - r = Ritirato - d = Squalificato |

|  | Primo turno | Primo turno                      | Primo turno                      | Primo turno | Primo turno |  |  | Ultimo turno | Ultimo turno                     | Ultimo turno                     | Ultimo turno | Ultimo turno |  |
|  |             |                                  |                                  |             |             |  |  |              |                                  |                                  |              |              |  |
|  | 1           | George Bastl Giorgio Galimberti  | George Bastl Giorgio Galimberti  | 6           | 6           |  |  |              |                                  |                                  |              |              |  |
|  |             | Si Li Ling Lu                    | Si Li Ling Lu                    | 4           | 4           |  |  | 1            | George Bastl Giorgio Galimberti  | George Bastl Giorgio Galimberti  | 7            | 6            |  |
|  | 2           | Christophe Rochus Olivier Rochus | Christophe Rochus Olivier Rochus | 6           | 7           |  |  | 2            | Christophe Rochus Olivier Rochus | Christophe Rochus Olivier Rochus | 5            | 2            |  |
|  |             | Paul Baccanello Yaoki Ishii      | Paul Baccanello Yaoki Ishii      | 1           | 64          |  |  |              |                                  |                                  |              |              |  |